# Jiang Zemin
Jiang Zemin (Chinees: 江澤民 / 江泽民, Hanyu pinyin: Jiāng Zémín) (Yangzhou, Beiyang-China, 17 augustus 1926 – Shanghai, 30 november 2022) was de Chinese regeringsleider van 1989 tot en met 2002, als opvolger van Deng Xiaoping.
Jiang Zemin wordt gezien als de "kern van de derde generatie" van leiders voor de Communistische Partij van China. Hij was van 1989 tot 2002 secretaris-generaal van de partij, van 1993 tot 2003 de president van de Volksrepubliek China en van 1989 tot 2004 de voorzitter van het Centraal Militaire Comité. Zijn theorie van de Drie Voorstellen (de Drie Representaties) is opgenomen in het Partijstatuut en in de grondwetten van de Staat. Onder zijn presidentschap heeft China een bliksemsnelle economische groei en hervormingen meegemaakt en tegelijkertijd de relatie met de buitenwereld verbeterd.

## Voorgeschiedenis
Jiang Zemin werd geboren in augustus 1926 in Yangzhou, een stad ten noordwesten van Shanghai in de provincie Jiangsu. Jiang studeerde elektrotechniek aan de Jiatong Universiteit in Shanghai. Op de universiteit participeerde hij in de door de CCP geleide studentenbewegingen tegen Tsjang Kai-sjek en trad in 1946 toe tot de partij. Van 1949 tot 1955 werkte Jiang als ingenieur, leidinggevende van een workshop en de directeur van een fabriek in Shanghai. In 1955 werd hij voor een jaar als stagiair naar de Sovjet-Unie gestuurd om te werken in de Stalin Autofabrieken in Moskou. Na zijn terugkeer in 1956 werkte Jiang als directeur van fabrieken en onderzoeksinstituten in Changchun, Shanghai, en Wuhan.

## Denkbeelden
Aanvankelijk dachten veel waarnemers dat hij slechts een tijdelijk plaatsvervangend figuur was totdat een geschikte opvolger van de 85-jarige Deng Xiaoping was gevonden, gelet op zijn gebrek aan charisma, economische of militaire prestaties (hij was bijvoorbeeld te jong om deel te hebben genomen aan de Lange Mars tijdens de Chinese Burgeroorlog). Maar door scherp politiek te bedrijven, versterkte hij zijn grip op de macht. Het belangrijkste was dat hij erin slaagde om een “collectief leiderschap” te bewerkstelligen, door de plaatsing van vertrouwelingen in de Vaste Commissie van het Politbureau.
Jiang probeerde een grootschalige anticorruptiecampagne op te zetten. Maar nadat de vrouw van een goede vriend was beschuldigd van betrokkenheid in een grootscheepse smokkelaffaire, nam hij maatregelen om te verzekeren dat leden van zijn eigen familie niet konden worden beschuldigd.
Er werd gezegd dat een origineel politieke agenda bij Jiang ontbrak. In plaats van de doelen van Deng Xiaoping over te nemen, werd Jiang beschouwd als een “gematigde conservatief” die de voorkeur gaf aan het verbeteren van de economie. Tegelijkertijd probeerde hij het land sociaal en politiek conservatief te houden om de sociale stabiliteit te handhaven. In de voetsporen van Deng, spande Jiang zich in voor een “socialistische markteconomie”, “socialisme met Chinese kenmerken”, voortdurende hervorming, modernisering en het openstellen van beleid zoals meer buitenlandse investeringen aantrekken in de staatssector en het lidmaatschap van de Wereldhandelsorganisatie (WTO) in 1999.
Jiang sprak Russisch, Engels en Roemeens en had een passieve kennis van Frans en Japans. Tegenover Westerse leiders verdedigde Jiang de acties van de centrale overheid, inclusief de veel bekritiseerde activiteiten op het Tiananmenplein in 1989, maar hij was ook bereid om te discussiëren over mensenrechten. Hij bezocht de Verenigde Staten in 1997, waardoor hij veel steun kreeg van het thuisfront en in juni 1998 hield hij voor het eerst een televisiedebat in Peking met de Amerikaanse president Bill Clinton.

## Leiderschap
Jiang Zemin bekleedde diverse belangrijke posten;
Van 1985 tot 1989 was hij burgemeester van Shanghai en secretaris van het Centraal Comité van de Communistische Partij Shanghai Gemeentelijk Comité, in 1987 werd hij lid van het Politbureau van het Dertiende Partijcongres.
Jiang werd lid van het Staand Comité van het Politbureau en Secretaris-generaal van het Dertiende partijcongres in 1989, tijdens de opstanden op het Tiananmenplein. Hij werd naar Peking overgeplaatst om de toenmalige Secretaris-generaal Zhao Ziyang te vervangen. Jiang was onbekend onder leiders van de centrale overheid, maar hij kreeg vertrouwen door de onderdrukking van de opstanden te steunen.
Deng nam hem onder zijn hoede als zijn beoogd opvolger en als voorbereiding op deze rol begon Jiang zijn banden in de Partij en de militairen te cultiveren. Hij nam veel dagelijkse taken over van Deng, omdat diens gezondheid verslechterde. In maart 1990, toen Deng aftrad, werd Jiang verkozen tot voorzitter van het Centraal Comité van de Communistische Partij van China. Hij werd gekozen in het Staand Comité van het Politbureau, Secretaris-generaal van het Veertiende Partijcongres en als voorzitter van het Centraal Militair Comité in 1992. In maart 1993 werd hij verkozen tot President van de Volksrepubliek China en van het Centraal Militair Comité. Jiang werd in september 1997 herkozen als Secretaris-generaal van het Vijftiende Partijcongres, voorzitter van het Centraal Militair Comité en de voorzitter van het Staand Comité van het Politbureau. Hij werd in maart 1998 ook herkozen tot president van de Volksrepubliek China en voorzitter van het Centraal Comité. Hij zag in deze periode persoonlijk toe op het opzetten van een systeem voor orgaantransplantaties vanuit Falun Gong leden. Op 15 mei 2003 werd Jiang als president opgevolgd door Hu Jintao. Op 4 maart 2005 werd bekendgemaakt dat Jiang terugtrad als voorzitter van het Centraal Militair Comité. Daarmee gaf hij zijn laatste hoge post op.
Op 6 juli 2011 meldden media uit Hongkong, Zuid-Korea en Japan het overlijden van Jiang Zemin. China sprak dit nieuws een dag later tegen en deed het af als een gerucht.
Jiang overleed op 30 november 2022 op 96-jarige leeftijd aan leukemie. Als eerbetoon aan de oud-partijleider verruilden Chinese webapplicaties en online nieuwskanalen hun gebruikelijke kleurenschema voor grijstinten.
- Bibsys: 8028289
- Bibliothèque nationale de France: cb13774326q (data)
- CiNii: DA13555187
- Gemeinsame Normdatei: 120950812
- International Standard Name Identifier: 0000 0004 3981 3623
- Library of Congress Control Number: nr90004013
- Nationale Bibliotheek van Letland: 000185464
- Bibliotheek van het Japanse parlement: 00623002
- Nationale Bibliotheek van Tsjechië: utb2011667899
- Nationale bibliotheek van Australië: 36684905
- Nationale Bibliotheek van Israël: 987007259756405171
- Nederlandse Thesaurus van Auteursnamen: 164311572
- Réseau des bibliothèques de Suisse occidentale: 02-A013906333
- SNAC: w68h0brg
- Système universitaire de documentation: 055676537
- Trove: 1395319
- Virtual International Authority File: 106111189
- WorldCat: E39PBJt8kXmhB7vwt6x8HDW4bd